# 安哥拉国民议会
安哥拉国民议会（葡萄牙語：Assembleia Nacional de Angola）是安哥拉的国家立法机关。安哥拉国民议会实行一院制，由220名议员组成。每届议会任期5年。现任国民议会主席是费尔南多·达·皮耶达德·迪亚斯·多斯·桑托斯。

## 外部連結
- Constitutional Commission （葡萄牙文）
- Page under construction （葡萄牙文）